# Finlands Bollförbund
Finlands Bollförbund rf (FBF) (finska: Suomen Palloliitto ry) bildades den 17 maj 1907 och anordnar organiserad fotboll i Finland.
1928 arrangerade man den första finländska mästerskapsturneringen i ishockey, innan Finlands Ishockeyförbund bildades 1929.
Tidigare fanns även en sektion för bandy. Förbundet var med och stiftade Internationella bandyförbundet 1955, men medlemskapet där överläts till Finlands Bandyförbund när det bildades den 18 mars 1972.
Finlands Bollförbund är med i Fifa sedan 1908 och UEFA sedan 1954. 1947 och 1957 anordnade Finlands Bollförbund 40- respektive 50-årsjubileumsturneringar i fotboll, vilka båda vanns av Sverige.
Sedan 1995 är förbundet anslutet till Finlands Idrott, som bildades det året. Förbundet är medlem av Finlands olympiska kommitté.

## Ordförande
| Ordförande            | Kausi     |
| --------------------- | --------- |
| Walter Flander        | 1907–1908 |
| John Catani           | 1909      |
| Uno Westerholm        | 1910–1911 |
| Carolus Lindberg      | 1912      |
| Walter Qvist          | 1913–1917 |
| Erik von Frenckell    | 1918–1952 |
| Juuso W. Walden       | 1953–1963 |
| Osmo P. Karttunen     | 1963–1974 |
| Ove H. Rehn           | 1974–1975 |
| Jouko Loikkanen       | 1975–1983 |
| Lauri Pöyhönen        | 1983–1987 |
| Pentti Seppälä        | 1987–1997 |
| Pekka Hämäläinen      | 1997–2009 |
| Sauli Niinistö        | 2009–2012 |
| Markku Lehtola (t.f.) | 2012      |
| Pertti Alaja          | 2012–2017 |
| Markku Lehtola (t.f.) | 2017–2018 |
| Ari Lahti             | 2018–     |